# Hans-Peter Blossfeld

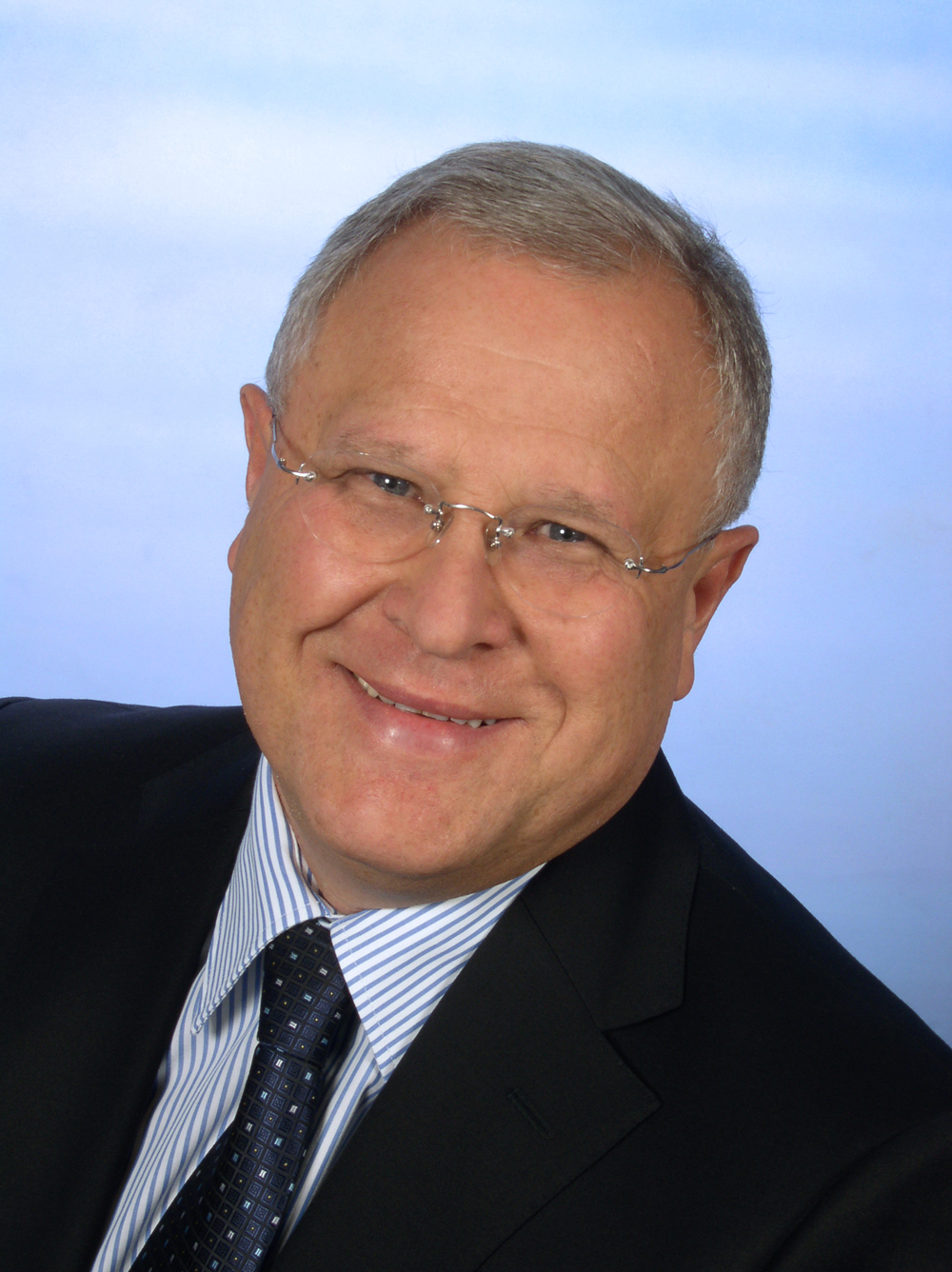
Hans-Peter Blossfeld 2011

Hans-Peter Blossfeld (* 30. Juli 1954) ist ein deutscher Soziologe und Professor an der Universität Bamberg. Seine Forschungsschwerpunkte sind: Globalisierungsforschung, Soziologie des internationalen Vergleichs, Soziologie
der Dynamik sozialer Systeme und des sozialen Wandels, Soziologie der wirtschaftlichen und sozialen
Entwicklung, Statistik und empirische Sozialforschung.
Blossfeld studierte seit 1975 Volkswirtschaftslehre, Soziologie, Wirtschaftsinformatik und Statistik an der Universität Regensburg, wurde 1984 an der Universität Mannheim zum Doktor der Wirtschaftswissenschaften promoviert und habilitierte sich 1988 im Fach Soziologie an der Freien Universität Berlin.
1992–1998 war er Lehrstuhlinhaber für Statistik und Methoden der empirischen Sozialforschung an der Universität Bremen und 1998–2002 Lehrstuhlinhaber für Allgemeine Soziologie, insbesondere Theorie und Empirie von Sozialstrukturen und Wirtschaftssystemen an der Universität Bielefeld. Seit 2002 ist er Inhaber des Lehrstuhls für Soziologie I an der Universität Bamberg. Von 2012 bis 2017 war er in Bamberg beurlaubt und Professor und Chair of Sociology am European University Institute (EUI) in Florenz.
Blossfeld ist seit 2005 Mitglied der Leopoldina, seit 2007 Ordentliches Mitglied der Berlin-Brandenburgischen Akademie der Wissenschaften, Mitglied der Bayerischen Akademie der Wissenschaften gewählter Fellow der European Academy of Sociology (EAS). 2004–2009 war er gewählter Präsident des European Consortium for Sociological Research (ECSR). 2010 wurde ihm die Ehrendoktorwürde (Dr. h. c.) der Universität Tallinn verliehen.